# Euryopis camis
Euryopis camis är en spindelart som beskrevs av Claude Lévi 1963. Euryopis camis ingår i släktet Euryopis och familjen klotspindlar. Inga underarter finns listade i Catalogue of Life.